# 福尔诺-迪佐尔多
福尔诺-迪佐尔多（義大利語：Forno di Zoldo），曾是意大利威尼托大区贝卢诺省的一个市镇。总面积79平方公里，人口2598人，人口密度32.9人/平方公里（2009年）。国家统计（ISTAT）代码为025024。
2016年2月23日福尔诺-迪佐尔多和上佐尔多两市镇合并为新的瓦尔迪佐尔多市镇。